# Phylloserica unicolor
Phylloserica unicolor är en skalbaggsart som beskrevs av Snellen V.vollenhoven 1869. Phylloserica unicolor ingår i släktet Phylloserica och familjen Melolonthidae. Inga underarter finns listade i Catalogue of Life.